# Julián Carranza
Pour les articles homonymes, voir Carranza.
Julián Carranza, né le 22 mai 2000 à Oncativo en Argentine, est un footballeur argentin qui joue au poste d'avant-centre au Feyenoord Rotterdam.

## Biographie

### En club

#### CA Banfield
Né à Oncativo en Argentine, Julián Carranza est formé avec le club du CA Banfield. Il y fait ses débuts en professionnel lors de la saison 2017-2018 du championnat d'Argentine, le 24 novembre 2017, contre le Defensa y Justicia. Il entre en jeu en cours de partie ce jour-là, son équipe s'inclinant sur le score de un but à zéro. Le 9 décembre suivant, toujours en championnat, Carranza est titulaire face à l'Argentinos Juniors, pour son troisième match seulement, et il se distingue en inscrivant son premier but en professionnel. Une réalisation qui n'empêche cependant pas la défaite de son équipe (2-3),.

#### Inter Miami CF
Le 26 juillet 2019 il s'engage en faveur de l'Inter Miami CF. Il est toutefois prêté à son club formateur jusqu'au mois de janvier 2020.
Il est l'auteur de trois buts en quarante-deux rencontres en 2020 et 2021.

#### Union de Philadelphie
Carranza est prêté pour une saison avec option d'achat le 23 décembre 2021 au Union de Philadelphie, autre franchise de Major League Soccer. Il joue son premier match pour Philadelphie le 26 février 2022, à l'occasion de la première semaine de la saison 2022 de Major League Soccer face à Minnesota United. Il est titularisé et les deux équipes se neutralisent (1-1). Il s'illustre en inscrivant un triplé face à D.C. United le 8 juillet 2022, seulement quelques jours avant que Philadelphie ne lève l'option d'achat le 13 juillet suivant en contrepartie de 500 000 dollars en allocation générale et un pourcentage sur une éventuelle revente future.
Auteur d'une bonne saison 2022 avec quatorze buts en saison régulière, Carranza participe au parcours du Union qui atteint la Coupe MLS 2022, grâce notamment à une réalisation face au New York City FC en finale de conférence. Il est titularisé lors de la finale et joue les 120 minutes avant que Philadelphie ne s'incline aux tirs au but face au Los Angeles FC,.
Il entame la saison 2023 avec un doublé face au Crew de Columbus le 25 février et découvre la Ligue des champions de la CONCACAF où il inscrit deux nouveaux buts dans le quart de finale retour face à l'Atlas FC, formation de Liga MX, le 12 avril suivant.

### En équipe nationale
Julián Carranza est sélectionné avec l'équipe d'Argentine des moins de 17 ans pour participer au championnat de la CONMEBOL des moins de 17 ans en 2017, qui se déroule au Chili. Il ne prend part qu'à un seul match lors ce tournoi, contre le Paraguay, où il joue l'intégralité de la rencontre.